# Internazionali Femminili di Palermo 2011
Internazionali Femminili di Palermo 2011 — професійний тенісний турнір, що проходив на кортах з ґрунтовим покриттям. Це був 24-й за ліком турнір. Належав до Туру WTA 2011. Відбувся в Палермо (Італія). Тривав з 11 до 18 липня 2011 року.

## Учасниці

### Сіяні учасниці
| Країна   | Гравчиня                | Рейтинг1 | Сіяна |
| -------- | ----------------------- | -------- | ----- |
| Італія   | Флавія Пеннетта         | 21       | 1     |
| Італія   | Роберта Вінчі           | 25       | 2     |
| Італія   | Сара Еррані             | 35       | 3     |
| Чехія    | Клара Закопалова        | 36       | 4     |
| Іспанія  | Анабель Медіна Гаррігес | 43       | 5     |
| Болгарія | Цветана Піронкова       | 48       | 6     |
| Словенія | Полона Герцог           | 53       | 7     |
| Чехія    | Петра Цетковська        | 55       | 8     |

- 1 Рейтинг подано станом на 4 липня 2011.

### Інші учасниці
Нижче наведено учасниць, які отримали вайлдкард на участь в основній сітці:
- Сільвія Альбано
- Анна Флоріс
- Анастасія Гримальська

Нижче наведено гравчинь, які пробились в основну сітку через стадію кваліфікації:
- Олена Бовіна
- Сесил Каратанчева
- Карін Кнапп
- Ані Міячика

Гравчиня, що потрапила в основну сітку як щасливий лузер:
- Лара Арруабаррена-Вечіно

## Переможниці та фіналістки

### Одиночний розряд
Анабель Медіна Гаррігес —  Полона Герцог, 6–3, 6–2.
- Для Медіни Гаррігес це був другий титул за сезон і 11-й — за кар'єру. Це була її п'ята перемога в Палермо після 2001, 2004, 2005 і 2006 років.

### Парний розряд
Сара Еррані /  Роберта Вінчі —  Андреа Главачкова /  Клара Закопалова, 7–5, 6–1.